# آمور تولز
آمور تولز (انگلیسی: Amor Towles؛ زادهٔ ۱۹۶۴) یک رمان‌نویس آمریکایی است. او بیشتر به‌خاطر رمان‌های پرفروش خود، قوانین مدنیت (۲۰۱۱)، نجیب‌زاده‌ای در مسکو (۲۰۱۶)، و بزرگراه لینکلن (۲۰۲۱) شناخته می‌شود.

## سنین جوانی و تحصیل
تولز در بوستون، ماساچوست به‌دنیا آمد و بزرگ شد. او از کالج ییل فارغ‌التحصیل شد و مدرک کارشناسی ارشد زبان انگلیسی را از دانشگاه استنفورد دریافت کرد و در این دانشگاه با اسکوکرافت نیز همکاری می‌کرد. تولز در سن ۱۰ سالگی، یک بطری حاوی پیام را به اقیانوس اطلس پرتاب کرد. چند هفته بعد، او نامه‌ای از هریسون سالزبری، که در آن زمان سردبیر نیویورک تایمز بود، دریافت کرد. تولز و سالزبری برای سال‌ها بعد با هم به مکاتبه می‌پرداختند.

## حرفه
پس از فارغ‌التحصیلی از دانشگاه ییل، تولز قرار بود که با کمک‌هزینهٔ تحصیلی دو ساله از انجمن ییل-چین در چین به تدریس مشغول شود. با این حال، این قرار به‌طور ناگهانی و به‌دلیل سرکوب‌ها در رویداد میدان تیان‌آنمن در سال ۱۹۸۹ لغو شد.
او از سال ۱۹۹۱ تا ۲۰۱۲ به‌عنوان مدیر سرمایه‌گذاری و مدیر تحقیقات در گروه سلکت ایکوئیتی در نیویورک به کار مشغول بود.
تولز در دوران جوانی پیتر ماتیسن را که یک نویسندهٔ مشهور در زمینهٔ محیط زیست، رمان‌نویس و یکی از بنیان‌گذاران پاریس ریویو بود، الهام‌بخش اصلی خود برای نوشتن رمان می‌دانست. نخستین رمان تولز با نام قوانین مدنیت، به موفقیت‌هایی فراتر از انتظارات او دست یافت، به‌طوری که عواید حاصل از این کتاب برای او فرصت بازنشستگی از شغل بانکداری سرمایه‌گذاری و فرصتی برای ادامهٔ نویسندگی تمام‌وقت را فراهم کرد.
دومین رمان او با نام نجیب‌زاده‌ای در مسکو، که به مدت ۵۹ هفته در فهرست پرفروش‌ترین کتاب‌های نیویورک تایمز قرار داشت، یکی از نامزدهای نهایی جایزهٔ کرکوس برای داستان در سال ۲۰۱۶ بود. این رمان همچنین در فهرست جایزه ادبی بین‌المللی دوبلین ۲۰۱۸ قرار گرفت. قرار است که یک مجموعهٔ تلویزیونی بر اساس این رمان و با بازی ایوان مک‌گرگور در اواخر سال ۲۰۲۲ تولید شود.
سومین رمان تولز با نام بزرگراه لینکلن، در ۵ اکتبر ۲۰۲۱ منتشر شد. این رمان از سوی آمازون به‌عنوان بهترین کتاب سال ۲۰۲۱ انتخاب شد و از ۱۵ مهٔ ۲۰۲۲، به‌مدت ۳۰ هفته در فهرست پرفروش‌ترین آثار داستانی گالینگور نیویورک تایمز قرار داشت.

## زندگی شخصی
تولز به‌همراه همسرش مگی، پسرشان استوکلی و دخترشان اسمه در پارک گرامرسی واقع در منهتن، نیویورک زندگی می‌کند. تولز یک مجموعه‌دار هنرهای زیبا و عتیقه‌جات نیز هست.

## جوایز و افتخارات
- نامزد نهایی جایزه داستان کرکوس در سال ۲۰۱۶

## آثار

### ادبیات داستانی
- Rules of Civility: A Novel [قوانین مدنیت: یک رمان]. نیویورک: وایکینگ. ۲۰۱۱. شابک ۹۷۸-۰-۶۷۰-۰۲۲۶۹-۴.
- Eve in Hollywood: A Penguin Special [حوا در هالیوود: ویژه پنگوئن] (مجموعه‌ای از شش داستان کوتاه به‌هم‌پیوسته). پنگوئن. ۲۰۱۳. شابک ۹۷۸-۱-۱۰۱-۶۳۰۹۲-۱.
- A Gentleman in Moscow: A Novel [نجیب‌زاده‌ای در مسکو: یک رمان]. نیویورک: وایکینگ. ۲۰۱۶. شابک ۹۷۸-۰-۶۷۰-۰۲۶۱۹-۷.
- You Have Arrived at Your Destination [شما به مقصد رسیده‌اید] (رمان کوتاه). فوروارد. آمازون اورجینال استوریز. ۲۰۱۹.[۲۰]
- The Lincoln Highway: A Novel [بزرگراه لینکلن: یک رمان]. نیویورک: وایکینگ. ۲۰۲۱. شابک ۹۷۸-۰-۷۳۵۲-۲۲۳۵-۹.

### مقاله‌ها
- «کانال یک دورهٔ رمانتیک‌تر سفرهای ترانس آتلانتیک» (۲۰۱۶)[۲۱]